# Middle Island (Neuseeland)
Middle Island (Maori Atiu) ist die zweitkleinste Insel der Inselgruppe der Mercury Islands, die mit ihren sieben Inseln zu Neuseeland gehört.

## Geographie
Die Inselgruppe, zu der die Insel gehört, befindet sich nordöstlich der Coromandel Peninsula im Norden der Nordinsel von Neuseeland. Innerhalb der Inselgruppe stellt sie mit 0,13 km² die zweitkleinste Insel dar und befindet sich zwischen Stanley Island (Kawhitu) im Osten, die rund 1,6 km entfernt liegt und Great Mercury Island (Ahuahu) im Westen, die in 2,2 km Entfernung zu erreichen ist. Middle Island erstreckt sich über rund 740 m in Nord-Süd-Richtung und misst an der breitesten Stelle 216 m. Die beiden Plateaus der Insel liegen in unterschiedliche Höhe über 80 m.
Administrativ zählt Middle Island mit der Inselgruppe zu der Region Waikato.

## Geologie
Middle Island ist wie die gesamte Inselgruppe vulkanischen Ursprungs.

## Besitzverhältnisse
Die Insel befindet sich staatlicher Hand, war ursprünglich Teil des Hauraki Gulf Maritime Parks und ist heute Teil des im Jahr 2000 neu gegründeten Hauraki Gulf Marine Park.

## Flora und Fauna
Die Vegetation der Insel ist sehr stark von der Topologie und der Bodenbeschaffenheit abhängig. Während an den Klippen lediglich genügsame niedrig wachsende Pflanzen vorkommen, ist der Rest der Insel von Wald bedeckt. Typische Pflanzen sind hier Wharangi-Māhoe, Melicytus ramiflorus und Corynocarpus laevigatus, die den Wald abbilden.